# Neferquerés VI
Neferquerés VI ou Nefercaré VI (em egípcio: nfr k3 rˁ), cujo nome era Neferquerés ou Nefercaré Pepisenebe (em egípcio: Nfr-k3-Rˁ pjpj snb) ou Neferquerés ou Nefercaré Querede Senebe (em egípcio: Nfr-k3-Rˁ ẖrd snb), foi um faraó da VII ou VIII dinastia durante o início do Primeiro Período Intermediário (2181–2055 a.C.). De acordo com os egiptólogos Kim Ryholt, Jürgen von Beckerath e Darrell Baker, foi o décimo segundo faraó da VIII dinastia. De acordo com a última leitura de Ryholt do Cânone de Turim, ele reinou pelo menos um ano.

## Atestação
O nome Neferquerés Pepisenebe é atestado na Lista Real de Abido (número 51), mas não em outro lugar. No entanto, Jürgen von Beckerath propôs que Neferquerés Pepisenebe seja identificado com um "Neferquerés Querede Senebe" que aparece no Cânone de Turim. Como tal, Neferquerés Pepisenebe seria o primeiro rei da VIII dinastia, seguindo Netiquerete (que pode ser Netjercaré), cujo nome aparece no Cânone de Turim após uma grande lacuna no documento que afeta os reis intermediários da dinastia.

## Nome
O epíteto Querede dado a Neferquerés Pepisenebe no Cânone de Turim significa "criança" ou "jovem". Consequentemente, "Neferquerés Querede Senebe" é traduzido de várias maneiras como Neferquerés, a Criança é Saudável, Neferquerés, o Jovem é Saudável ou Neferquerés Júnior é Saudável.
Várias hipóteses foram levantadas por egiptólogos sobre este epíteto. Hratch Papazian propõe que o fato do faraó ter sido chamado de Querede no Cânone de Turim sugere sua juventude ao ascender ao trono. Alternativamente, Darell Baker e Kim Ryholt propõem que o epíteto é o resultado de um erro cometido pelo copista que escreveu o cânone, confundindo "Pepisenebe" com "Querede Senebe", já que as formas hieráticas de "pepi" e "querede" podem se assemelhar se danificadas. Portanto, esse erro pode ser devido a algum dano que afetou o documento anterior do qual o cânone estava sendo copiado no Período Raméssida.
Outra hipótese apresentada por Ryholt explica que "Querede" é que este epíteto é, neste contexto, sinônimo de "Pepi". Na verdade, o "Pepi" de "Pepisenebe" poderia ser Pepi II Neferquerés, último faraó do Reino Antigo e que pode ter tido o reinado mais longo de qualquer monarca da história com 94 anos no trono (2278–2184 a.C.). Além disso, este faraó, que deve ter sido bem lembrado tão perto de seu reinado, ascendeu o trono quando era uma criança, quando tinha apenas cerca de 6 anos. Ryholt, portanto, propõe que o "filho" (Querede) referido no nome de Neferquerés Pepisenebe no cânone é Pepi II. Uma vez que, adicionalmente, o nome de Pepi II era Neferquerés, Neferquerés Senebe, Querede Senebe e Pepisenebe podiam todos se referirem a ele e significar "Pepi II é saudável". Esta hipótese é possivelmente justificada pelo determinante divino (sinal de Gardiner G7) anexado ao epíteto "Querede" no cânone. Isso normalmente é reservado para nomes de faraós e deuses e pode indicar que o epíteto foi entendido como uma referência a um faraó específico.